# Power Rangers S.P.D.
Power Rangers S.P.D. – trzynasty sezon amerykańskiego serialu dla dzieci i młodzieży Power Rangers, oparty na japońskim serialu tokusatsu Tokusō Sentai Dekaranger.
Seria Power Rangers S.P.D. liczy łącznie 38 odcinków i jest pierwszą serią osadzoną w całości w przyszłości (akcja sezonu dzieje się w 2025 roku).
Premiera produkcji odbyła się 5 lutego 2005 roku w Stanach Zjednoczonych, na antenie stacji ABC Family. Finałowy odcinek został wyemitowany 14 listopada 2005 roku na kanale Toon Disney. Polska premiera serii miała miejsce 6 listopada 2006 roku na antenie stacji Jetix. Serial został również wydany w Polsce w ramach Kolekcji DVD Power Rangers w dniach 2 lipca – 5 listopada 2008 roku.

## Opis fabuły
W niedalekiej przyszłości, Power Rangers otwierają Akademię Policyjną do trenowania, edukowania i formowania kolejnych pokoleń rangersów. Ziemia obecnie jest międzygwiezdnym tyglem, w którym obce istoty z odległych planet żyją obok ludzi. Jest to również niebezpieczne miejsce, kiedy podbijająca planety armia obcych obrała na swój kolejny cel Ziemię. Jedyną szansą planety na uratowanie przed zagładą jest najnowszy nabór Power Rangers S.P.D. – Space Patrol Delta.

## Obsada
Poniższa lista przedstawia głównych bohaterów serialu Power Rangers S.P.D. wraz z nazwiskami odtwórców ról.

### Rangersi
| Ranger                  | Postać                 | Aktor                  |
| ----------------------- | ---------------------- | ---------------------- |
| S.P.D. Czerwony Ranger  | Jack Landors           | Brandon Jay McLaren    |
| S.P.D. Niebieski Ranger | Schuyler „Sky” Tate    | Chris Violette         |
| S.P.D. Zielony Ranger   | Bridge Carson          | Matt Austin            |
| S.P.D. Żółta Rangerka   | Elizabeth „Z” Delgado  | Monica May             |
| S.P.D. Różowa Rangerka  | Sydney „Syd” Drew      | Alycia Purrott         |
| S.P.D. Omega Ranger     | Sam                    | Brett Stewart (głos)   |
| S.P.D. Ranger Cienia    | Anubis „Doggie” Cruger | John Tui               |
| S.P.D. Kat Ranger       | Kat Manx               | Michelle Langstone     |
| S.P.D. Nova Ranger      | Nova Ranger            | Antonia Prebble (głos) |

### Sprzymierzeńcy
- Dowódca Fowler „Birdie” (głos: Paul Norell) – były dowódca S.P.D.
- Sierżant Silverback (John Tui) – sierżant uczący Rangersów współpracy.
- Boom (Kelson Henderson) – tester gadżetów S.P.D., marzący o byciu Rangerem.
- Piggy (głos: Barnie Duncan) – przyjaciel Rangersów.

#### Rangersi z poprzednich serii
| Ranger                | Seria       | Postać                 | Aktor                  |
| --------------------- | ----------- | ---------------------- | ---------------------- |
| Czerwony Dino Ranger  | Dino Grzmot | Conner McKnight        | James Napier           |
| Niebieski Dino Ranger | Dino Grzmot | Ethan James            | Kevin Duhaney          |
| Żółta Dino Rangerka   | Dino Grzmot | Kira Ford              | Emma Lahana            |
| Czarny Dino Ranger    | Dino Grzmot | Tommy Oliver           | Jeffrey Parazzo (głos) |
| Biały Dino Ranger     | Dino Grzmot | Trent Fernandez-Mercer | Jeffrey Parazzo        |

### Wrogowie
- Imperator Gruumm (Rene Naufahu) – przywódca kosmicznego imperium Troobianów, główny antagonista serii.
- Morgana/Mora (Olivia James-Baird/Josephine Davison) – służąca Gruumma.
- Broodwing (Jim McLarty) – kryminalista działający na zlecenie Gruumma.
- Generał Benaag (James Gaylyn) – najbardziej zaufany generał Gruumma, odpowiedzialny za zniszczenie rodzinnej planety Crugera.
- Mirloc (Mike Drew) – kryminalista odpowiedzialny za śmierć ojca Sky’a.
- Profesor Mooney (Cameron Rhodes) – dawny kolega szkolny i rywal Kat.
- Icthior (Jason Hoyte) – dawny członek S.P.D. i rywal Crugera.
- Oddział „A” S.P.D. – dawny oddział S.P.D., przeciwnicy oddziału „B”. Ich imiona to: Charlie (przywódczyni), Beevor, Cliff, Ivan i Rachel.

## Muzyka tytułowa
Power Rangers S.P.D., to muzyka tytułowa serii Power Rangers S.P.D., wykorzystana m.in. w czołówce serialu. Dodatkowo utwór pojawiał się wielokrotnie w trakcie odcinków, w wersji z wokalem oraz instrumentalnej.
Wykonawcą utworu w oryginalnej wersji językowej jest Ron Wasserman, znany m.in. z utworu Go Go Power Rangers z serii Mighty Morphin Power Rangers.
W polskiej wersji językowej utwór śpiewają Krzysztof Pietrzak, Piotr Gogol i Michał Rudaś. Twórcą polskiego tekstu piosenki jest Andrzej Gmitrzuk.

## Wersja polska
Opracowanie i udźwiękowienie wersji polskiej: na zlecenie Jetix – Studio Eurocom

Reżyseria: Tomasz Marzecki

Dialogi:
- Aleksandra Rojewska (odc. 1-5, 9-11, 26),
- Wojciech Szymański (odc. 6-8, 12-14, 16, 18-19, 28-31, 34-36),
- Anna Całczyńska (odc. 15, 17, 20-21),
- Jakub Górnicki (odc. 22),
- Berenika Wyrobek (odc. 23-25, 27),
- Joanna Kuryłko (odc. 32-33, 37-38)

Dźwięk i montaż:
- Jacek Gładkowski (odc. 1-5, 26-29, 34-38),
- Jacek Kacperek (odc. 6-25, 30-33)

Kierownictwo produkcji: Marzena Omen-Wiśniewska
Udział wzięli:
- Cezary Kwieciński – Jack Landors
- Tomasz Błasiak – Sky Tate
- Leszek Zduń –
  - Bridge Carson,
  - Trent jako Biały Ranger (odc. 32)
- Katarzyna Łaska – Elizabeth „Z” Delgado
- Aleksandra Rojewska – Sydney „Syd” Drew
- Paweł Szczesny – Doggie Cruger
- Janusz Wituch –
  - Dorosły Sam,
  - Różne postacie
- Iwona Rulewicz – Kat Manx
- Jarosław Domin –
  - Piggy,
  - Broodwing,
  - Ethan (odc. 31, 32)
- Magdalena Krylik –
  - Morgana,
  - Sophie,
  - Hydraxa (odc. 6),
  - Charlie, Czerwona A-Squad Rangerka,
  - Isinia Cruger,
  - Kira (odc. 31, 32)
- Łukasz Lewandowski –
  - Boom,
  - Różne postacie
- Dariusz Odija –
  - Bluehead,
  - Orangehead,
  - Różne postacie
- Marek Obertyn – Gruumm (odc. 1-5)
- Tomasz Marzecki –
  - Gruumm (odc. 6-38),
  - Praxis,
  - Baskin,
  - Omni
- Robert Tondera – różne postacie
- Martyna Sommer – Mora
- Krzysztof Zakrzewski –
  - Ojciec Booma,
  - Wootox,
  - Fowler Birdie,
  - Rhinix (odc. 24),
  - Gineka
- Mieczysław Morański –
  - Silverback,
  - Silverhead
- Krzysztof Szczerbiński – Conner (odc. 31, 32)
- Łukasz Margas – Młody Sam
- Hanna Kinder-Kiss –
  - Ally Samuels,
  - Nova,
  - Rachel, Różowa A-Squad Rangerka
- Ewa Kania –
  - Dr Rheas,
  - Matka Booma
- Dorota Kawęcka

i inni
Lektorzy:
- Tomasz Knapik (odc. 1-20)
- Tomasz Marzecki (odc. 21-38)

Tekst piosenki: Andrzej Gmitrzuk
Śpiewali: Piotr Gogol, Michał Rudaś i Krzysztof Pietrzak
Kierownictwo muzyczne: Piotr Gogol

## Spis odcinków
| Premiera w USA                         | Nr  | Nr w serii | Polski tytuł            | Angielski tytuł |
| -------------------------------------- | --- | ---------- | ----------------------- | --------------- |
|                                        |     |            |                         |                 |
| SEZON TRZYNASTY – POWER RANGERS S.P.D. |     |            |                         |                 |
|                                        |     |            |                         |                 |
| 05.02.2005                             | 535 | 01         | Początek                | Beginnings      |
|                                        |     |            | Początek                | Beginnings      |
| 05.02.2005                             | 536 | 02         | Początek                | Beginnings      |
|                                        |     |            |                         |                 |
| 12.02.2005                             | 537 | 03         | Konfrontacja            | Confronted      |
|                                        |     |            |                         |                 |
| 19.02.2005                             | 538 | 04         | Ściany                  | Walls           |
|                                        |     |            |                         |                 |
| 26.02.2005                             | 539 | 05         | Upór                    | Dogged          |
|                                        |     |            |                         |                 |
| 05.03.2005                             | 540 | 06         | A co na to Bridge?      | A-Bridged       |
|                                        |     |            |                         |                 |
| 12.03.2005                             | 541 | 07         | Sam                     | Sam             |
|                                        |     |            | Sam                     | Sam             |
| 19.03.2005                             | 542 | 08         | Sam                     | Sam             |
|                                        |     |            |                         |                 |
| 02.04.2005                             | 543 | 09         | Idol                    | Idol            |
|                                        |     |            |                         |                 |
| 09.04.2005                             | 544 | 10         | Pod obserwacją          | Stakeout        |
|                                        |     |            |                         |                 |
| 16.04.2005                             | 545 | 11         | Cień                    | Shadow          |
|                                        |     |            | Cień                    | Shadow          |
| 23.04.2005                             | 546 | 12         | Cień                    | Shadow          |
|                                        |     |            |                         |                 |
| 30.04.2005                             | 547 | 13         | Na własną rękę          | Abandoned       |
|                                        |     |            |                         |                 |
| 07.05.2005                             | 548 | 14         | Podłączeni              | Wired           |
|                                        |     |            | Podłączeni              | Wired           |
| 14.05.2005                             | 549 | 15         | Podłączeni              | Wired           |
|                                        |     |            |                         |                 |
| 21.05.2005                             | 550 | 16         | Boom                    | Boom            |
|                                        |     |            |                         |                 |
| 04.06.2005                             | 551 | 17         | Zamiana                 | Recognition     |
|                                        |     |            |                         |                 |
| 11.06.2005                             | 552 | 18         | Samuraj                 | Samurai         |
|                                        |     |            |                         |                 |
| 18.06.2005                             | 553 | 19         | Zwolniony               | Dismissed       |
|                                        |     |            |                         |                 |
| 25.06.2005                             | 554 | 20         | Perspektywa             | Perspective     |
|                                        |     |            |                         |                 |
| 10.07.2005                             | 555 | 21         | Posłaniec               | Messenger       |
|                                        |     |            | Posłaniec               | Messenger       |
| 16.07.2005                             | 556 | 22         | Posłaniec               | Messenger       |
|                                        |     |            |                         |                 |
| 25.07.2005                             | 557 | 23         | Magik                   | Zapped          |
|                                        |     |            |                         |                 |
| 12.08.2005                             | 558 | 24         | Lustrzane odbicie       | Reflection      |
|                                        |     |            | Lustrzane odbicie       | Reflection      |
| 12.08.2005                             | 559 | 25         | Lustrzane odbicie       | Reflection      |
|                                        |     |            |                         |                 |
| 15.08.2005                             | 560 | 26         | Funkcja bitewna         | S.W.A.T.        |
|                                        |     |            | Funkcja bitewna         | S.W.A.T.        |
| 22.08.2005                             | 561 | 27         | Funkcja bitewna         | S.W.A.T.        |
|                                        |     |            |                         |                 |
| 29.08.2005                             | 562 | 28         | Robotopaloza            | Robotpalooza    |
|                                        |     |            |                         |                 |
| 26.09.2005                             | 563 | 29         | Katastrofa              | Katastrophe     |
|                                        |     |            |                         |                 |
| 03.10.2005                             | 564 | 30         | Zaginiony               | Missing         |
|                                        |     |            |                         |                 |
| 11.10.2005                             | 565 | 31         | Historia                | History         |
|                                        |     |            |                         |                 |
| 23.09.2005                             | 566 | 32         | Uderzenie               | Impact          |
|                                        |     |            |                         |                 |
| 17.10.2005                             | 567 | 33         | Odznaka                 | Badge           |
|                                        |     |            |                         |                 |
| 28.10.2005                             | 568 | 34         | Bezsenność              | Insomnia        |
|                                        |     |            |                         |                 |
| 02.02.2006                             | 569 | 35         | Tunel czasoprzestrzenny | Wormhole        |
|                                        |     |            |                         |                 |
| 04.11.2005                             | 570 | 36         | Zmartwychwstanie        | Resurrection    |
|                                        |     |            |                         |                 |
| 07.11.2005                             | 571 | 37         | Finał                   | Endings         |
|                                        |     |            | Finał                   | Endings         |
| 14.11.2005                             | 572 | 38         | Finał                   | Endings         |
|                                        |     |            |                         |                 |